# Уильямс, Фрэнк
Сэр Фрэнсис «Фрэнк» Оуэн Гарбатт Уильямс (англ. Sir Francis Owen Garbatt Williams; 16 апреля 1942 — 28 ноября 2021) — основатель и бывший руководитель британской команды Формулы-1 Williams.

## Биография

### До Формулы-1
Фрэнк Уильямс родился 16 апреля 1942 года в прибрежном городке South Shields, графство Тайн и Уир, Великобритания. Родители Фрэнка Уильямса — офицер Королевских Воздушных сил (RAF) и преподаватель (позже директор) школы.
После краткой карьеры пилота и механика, Уильямс основал в 1966 году команду Frank Williams Racing Cars. Уильямс и гонщик Пирс Каридж (Piers Courage) в 1968 году приняли участие в чемпионате Европы Формулы-2, добившись неплохих результатов. Команда Уильямса (Piers Courage, Richard Burton, Tetsu Ikuzawa и Tony Trimmer) несколько лет участвовала и занимала призовые места в гонках Формулы-2 и Формулы-3.

### Формула-1

#### Frank Williams Racing Cars
C 1969 года команда Frank Williams Racing Cars принимала участие в соревнованиях Формулы-1, используя клиентские шасси Brabham, De Tomaso (Alejandro de Tomaso) и March (March Engineering). Однако, несмотря на поддержку Marlboro и Iso (Iso Rivolta), команда испытывала постоянные финансовые проблемы, не добиваясь успехов в гонках.
В результате, в 1977 году Уильямс был вынужден продать команду канадскому миллионеру Вальтеру Вольфу.

#### Williams Grand Prix Engineering
В 1977 году Уильямс и его инженер Патрик Хэд основали новую команду под названием Williams Grand Prix Engineering (эта команда и стала впоследствии командой Williams Racing). Был приобретён пустой склад в Дидкоте (Didcot), графство Оксфордшир, где и был основан завод новой команды. В результате, уже в 1979 году Джузеппе Регаццони выиграл первую гонку, в следующем, 1980 году команда выиграла свой первый Кубок конструкторов и Алан Джонс стал чемпионом мира, вторая победа команды была обеспечена Кеке Росбергом в 1982 году.

#### WilliamsF1
Переименованная в WilliamsF1, команда стала одной из сильнейших в 1980-90-х годах в Формуле-1. Всего выиграно 9 Кубков Конструкторов (которые Уильямс всегда ценил выше, чем победу в личном зачёте), одержано 114 побед в Гран-при.
Несмотря на то, что в 1986 году Уильямс в результате автомобильной аварии был парализован, он долгое время оставался руководителем одной из самых именитых команд Формулы-1, и совладельцем одной из последних независимых команд чемпионата.
В 2013 году после двух этапов сезона дочь основателя и совладельца Williams Фрэнка Уильямса Клэр стала заместителем руководителя команды.
Награды
Фрэнк Уильямс был награждён Орденом Британской империи в 1987 году, в 1999 году ему был пожалован титул сэра.

## Смерть
Ушел из жизни 28 ноября 2021 года в возрасте 79 лет. Об этом сообщил сообщил официальный Instagram-аккаунт команды «Williams Racing». Причины смерти не уточняются.